# TENTSENS
TENTSENS（テントセンズ2017年6月 - ）は、北海道札幌市を拠点に活動するラジオDJユニット。

## メンバー
- 小神ひろゆき メインパーソナリティ。ラジオパーソナリティ
- 松本義明 ymgスタジオ代表
- ヒデキック スカパンクバンドフリーキックのギターボーカル

## 経歴
北海道札幌市白石区のコミュニティーFM局エフエムしろいしで小神ひろゆきがメインパーソナリティーを務める番組「小神ひろゆきのしょうもナイス！」に松本義明がゲストとして出演。
二人はもともと中学校からの同級生であった。
そこへ更にヒデキックがゲストとして出演したことがきっかけでTENTSENSが結成される。
松本とヒデキックは過去に同じ職場に勤めていたこともあり、松本を介して小神とヒデキックが知り合った。

### ラジオ番組
- TENTSENSのミッドナイトマンデー （2017年6月 - 、毎週月曜 深夜1:30 - 2:00）